# Noël Fillaudeau
 (juillet 2021).
Noël Fillaudeau, est un peintre et sculpteur français, né le 31 mai 1925 à Boussay (Loire-Atlantique) et mort le 26 septembre 2003 à Cholet.

## Biographie
Dès l'âge de 16 ans, Noël Fillaudeau s'adonne à des expérimentations graphiques.
Devenant maçon en 1942, il doit assez vite abandonner ce métier à la suite d'un grave accident du travail.
Entre 1944 et 1947, il suit l'enseignement à l'école des beaux-arts de Nantes puis de Paris, mais ne s'y sentant pas à l'aise, il interrompt ses études, et revendiquera toujours par la suite un certain autodidactisme, libre de toutes influences institutionnelles. 
De 1956 à 1964, il entretient une liaison épistolaire avec Gaston Chaissac, avec qui il formulera le projet utopique d'un village pour artistes. Il correspond aussi avec Robert Tatin.
En 1965, Fillaudeau se marie avec une zurichoise et part s'installer en Suisse (à Wetzikon), où il reste pendant 27 ans.
En 1992, à la suite d'une hémorragie cérébrale, il revient s'installer dans son village natal, Boussay, où il finira ses jours.

## Son œuvre
Noël Fillaudeau, par ses choix et ses amitiés, se situe donc dans cette marge de l'art que l'on peut appeler hors-les-normes ou singulier, issue de l'Art brut. 
Exposé individuellement dès 1957, il est désormais représenté dans tous les lieux et collections concernant ce type d'art : la Fabuloserie (Dicy), le Site de la Création Franche (Bègles), Neuve Invention de la Collection de l'art brut (Lausanne), l'Art en Marge (Bruxelles), l'Art en Marche (Hauterives)...
Son travail se compose d'éléments hétéroclites récupérés au hasard de ses promenades, principalement issus du monde végétal mais aussi de rebuts industriels.